# Sandra Alland
Sandra Alland, née le 17 avril 1973, est une poète, écrivaine, photographe, artiste multimédia et éditrice canadienne vivant à Glasgow en Écosse. Elle est aussi une militante au service de la cause des  personnes en situation de handicap et des LGBT.

## Biographie
Sandra Alland est originaire de Scarborough, un quartier de Toronto dans l'état de l'Ontario (Canada). Elle a suivi des études d'art dramatique à l'université de Toronto.
En 2007, elle emménage en Écosse, là elle fonde le groupe musical Zorras[réf. souhaitée] avec Y.Josephine, Ariadna Battich, Nathan Gale et Gord Disle.
Elle se fait connaitre par la publication d'anthologies de nouvelles et surtout de poèmes écrits par des personnes en situation de handicap, elle poursuit sa valorisation des personnes en situation de handicap par la réalisation d'une série de quatre documentaires : I'm not your inspiration.
Après avoir fait des documentaires et des installations autour de la violence subies par les femmes et elle se penche sur les LGBT et les diverses ségrégations dont ils souffrent.
Ses anthologies, documentaires et installations seront diffusées en Grande-Bretagne, Allemagne, Espagne, États-Unis, Canada, Mexique.

## Œuvres
Liste non exhaustive

### Littérature et poésie
- Thought X: Fictions and Hypotheticals, avec Robin Ince, Claire Dean, Adam Marek, Zoe Gilbert, Annie Kirby, Andy Hedgecock, éd. Comma Press, 2017
- Protest ! : Stories of Resistance, avec Martyn Bedford, Sean Cernow, Kate Clanchy, David Constantine, Frank Cottrell-Boyce, Kit de Waal, Stuart Evers, … éd. Comma Press, 2017,
- Stairs and Whispers: D/deaf and Disabled Poets Write Back, éd. Nine Arches Press, 2017[11],[12],
- Naturally Speaking, éd. Espresso Books Toronto, 2012,
- Here's to Wang, éd. Forest Publications, 2009,
- Blissful Times, éd. Book Thug, 2007,
- Proof of a Tongue, éd. McGilligan Books, 2004.

### Articles
- Lady Lingual, An introduction to Adeena Karasick, pour la revue Jacket2, 2013[13],
- Introduction, pour la revue Jacket2, 2012[14].

### Documentaires sur les LGBT et les personnes en situation de handicap[15]
- I'm Not Your Inspiration 4, 2015,
- I'm Not Your Inspiration 3, 2014,
- I'm Not Your Inspiration 2, 2014,
- I'm Not Your Inspiration 1, 2013.

## Prix
- 2013 : bpNichol Chapbook Award, délivré par le collectif "Meet the Presses" de Toronto[23].
- 2013 : Cultural Commission Award, délivré par le LGBT History Month Cultural Commissions Fund de l'Écosse[3].